# 기적의 피아노
《기적의 피아노》는 2015년에 개봉된 대한민국의 다큐멘터리 영화이다.

## 출연자
- 유예은 : 딸 역
- 박정순 : 엄마 역
- 유장주 : 아빠 역
- 박유천 : 내레이션 역